# (6133) 1990 RC3
(6133) 1990 RC3 là một tiểu hành tinh vành đai chính. Nó được phát hiện bởi Henry E. Holt ở Đài thiên văn Palomar ở Quận San Diego, California, ngày 14 tháng 9 năm 1990.